# 电影制作团队
电影制作团队，又稱劇組，香港俗稱班底，是指由电影制片厂雇佣进行电影制作的团队。电影制作团队与演员不同，演员一般被认为是在镜头前进行表演或为电影人物提供配音的一群人。电影制作团队也会与制作人分开，因为制作人一般是拥有电影公司或电影知识产权的人。一个电影团队内部会分成若干个部门，每个部门负责处理电影制作的某一个具体部分。随着电影历史的发展，电影制作团队中的一些技术职位也发生了变化，但是绝大部分传统职位可有追溯到20世纪初，并且在不同国家或地区的电影制作文化中也是相似的。
电影项目的可以分为三个阶段：开发、制作与发行。而在制作阶段按顺序又分为三个部分：前期制作（或称“筹备”）→拍摄→后期制作。许多电影制作团队内的职位至于其中一到两个部分有关。同时，线上人员（如：导演、编剧、制作人等）与线下人员（如：技术人员）也是有所区别的。
电视制作团队中的诸多职位设置来源于电影制作团队。

## 导演

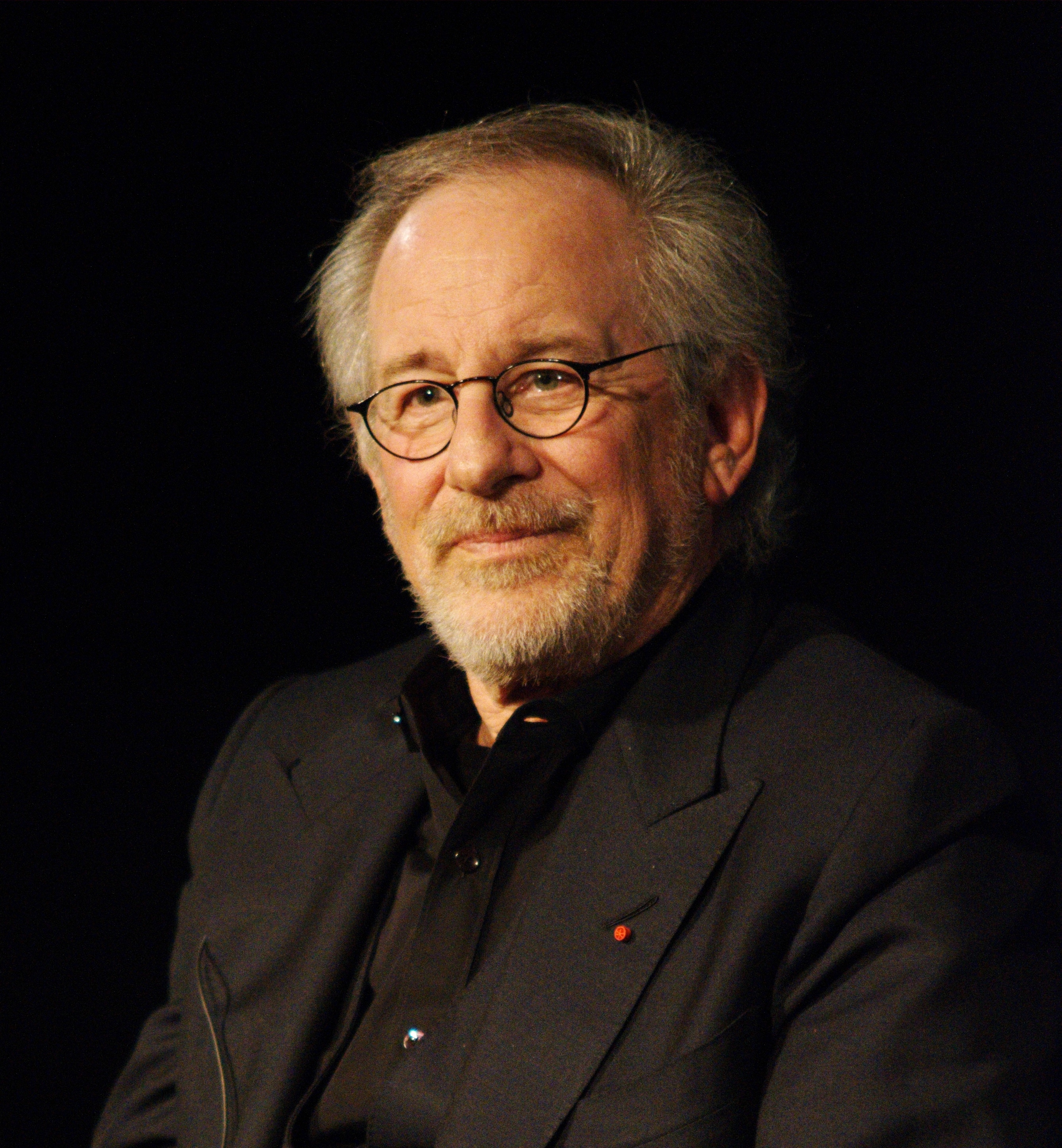
著名导演斯蒂芬·斯皮尔伯格。

导演这个职位通常被认为是一个独立的个体，而不应该作为一个单位被包含在电影制作团队内。
导演
导演主要负责监督电影制作的两个方面：第一是艺术创作层面，例如控制电影剧情的内容和发展流程、指挥演员的表演和组织及选择电影拍摄的地点；第二是管理技术细节，例如摄像机的机位位置、灯光的使用，以及电影音轨的内容及时间轴。虽然导演掌握了极大的权力，但是他仍然要听从制片人及制片公司的管理。一些导演，特别是资深导演，往往承担了部分制片人的职责，因而导致导演和制片人两个职位之间的模糊。
第二摄制组导演

### 文献
- Ephraim Katz. . 哈珀柯林斯. 2005年. ISBN 0-06-074214-3.
- Dave Knox. . Three Rivers Press. 2005年. ISBN 1-4000-9759-2.
- Frederick Levy. . Renaissance Books. 2000年. ISBN 1-58063-123-1.